# Kanton Strasbourg-2
Der Kanton Strasbourg-2 ist ein Wahlkreis im Arrondissement Straßburg (Département Bas-Rhin, Region Grand Est, Frankreich).

## Geschichte
Der Kanton wurde am 4. März 1790 im Zuge der Einrichtung der Départements als Teil des damaligen „Distrikts Straßburg“ gegründet.
Mit der Gründung der Arrondissements am 17. Februar 1800 wurde der Kanton als Teil des damaligen Arrondissements Straßburg neu zugeschnitten.
Von 1871 bis 1919 gab es keine weitere Untergliederung des damaligen „Kreises Straßburg (Stadt)“.
Am 28. Juni 1919 wurde der Kanton Teil des neu gegründeten Arrondissements Strasbourg-Ville.
Am 22. März 2015 wurde das Gebiet des Kantons neu zugeschnitten. An die Stelle des Arrondissements Strasbourg-Ville trat das neue Arrondissement Strasbourg, das auch Gemeinden in der Umgebung von Straßburg mit umfasst.

## Gemeinden
Der Kanton besteht aus einem Teil der Stadt Straßburg.
Straßburg war bis 2014 in zehn Kantone geteilt.

## Gebietsbeschreibung
Das Gebiet des Kantons wird seit dem 22. März 2015 durch die folgende Grenze bestimmt. Die Angaben erfolgen im Uhrzeigersinn und beginnen im Norden:
- Canal de Dérivation, Bahnlinie, Rue de Sarrebourg, Petite Rue des Magasins, Rue de Sarrelouis, Rue Georges Wodli, Boulevard du Président Wilson, Rue des Halles, Place des Halles, Rue de Sébastopol, Pont de Paris, Quai de Paris, Quai Desaix, Quai Turckheim, Fluss Ill, Pont des Frères Matthis, Quai Mathiss, Quai Louis Pasteur, Pont du Heyritz, Canal du Rhône au Rhin, Fluss Ill, Stadtgrenze, Rue Virgile, Rue Cicéron, Rue de l’Engelbreit, Chemin du Cuivre, Bahnlinie, Rue Paul Verlaine, Allée des Comtes, Route des Romains, Rue de Kœnigshoffen, Canal de Dérivation[1]